# František Klouček (politik)
František Klouček (28. června 1849 Jičín – 19. května 1939 Jičín) byl rakouský a český advokát a politik, na konci 19. století poslanec Českého zemského sněmu.

## Biografie
Roku 1868 absolvoval gymnázium v Jičíně, roku 1872 dostudoval Karlo-Ferdinandovu univerzitu v Praze. Roku 1874 byl promován na doktora práv. Prošel notářskou a soudní praxí a od roku 1881 provozoval advokátní kancelář v rodném Jičíně. Angažoval se v politickém životě. Už roku 1870 založil s V. Hymanem Akademickou čtenářskou jednotu coby jeden z nejstarších českých spolků. V roce 1878 byl vyšetřován pro velezradu, ale vyšetřování bylo zastaveno. Koncem 19. století se uvádí jako starosta místního Sokola a náměstek starosty okresního zastupitelstva. Zasedal v městské radě. Publikoval v denním tisku, zpočátku v listu Krakonoš, později v Jičínském obzoru.
V polovině 90. let 19. století se zapojil i do zemské politiky. Ve volbách v roce 1895 byl zvolen v městské kurii (volební obvod Jičín) do Českého zemského sněmu. Politicky patřil k mladočeské straně.
Zemřel roku 1939 v Jičíně a pohřben byl na zdejším městském hřbitově.